# Sigurd Hess

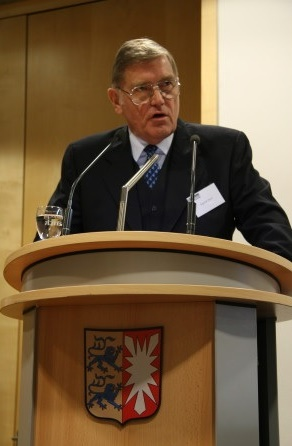
Sigurd Hess (2009)

Sigurd Friedrich Gustav Hess (* 26. Februar 1938 in Osterode i. Ostpr.; † 14. Juni 2018 in Bonn) war ein deutscher Marineoffizier. Als Spezialist für Information und Kommunikation war er zuletzt Konteradmiral. Seit der Pensionierung engagierte er sich in der Sicherheitspolitik.

## Leben
Hess trat mit der Crew IX/57 in die Bundesmarine. Ab 1963 durchlief er eine Programmiererausbildung bei der United States Navy. Von 1966 bis 1970 studierte er Elektrotechnik, Mathematik und Physik an der Naval Postgraduate School in Monterey (Kalifornien). Dort wurde er zum Ph.D. promoviert. Er erhielt verschiedene Bordverwendungen, unter anderem als Kommandant des Schnellbootes Tiger (P 6063) und des Lenkwaffenzerstörers Mölders. Stabsverwendungen hatte er beim Supreme Headquarters Allied Powers Europe, im Bundesministerium der Verteidigung und im Flottenkommando. Von 1989 bis 1991 war er Stabsabteilungsleiter VII (Führungsdienste Bundeswehr) im Führungsstab der Streitkräfte. Als Direktor der Operation Freundschaft sorgte er während des Zweiten Golfkriegs für die amerikanischen und englischen Soldatenfamilien. Von 1991 bis 1993 war er Hauptabteilungsleiter Fernmelde- und Informationssysteme (ACOS CIS) bei SHAPE in Mons (Belgien). Er reorganisierte die Hauptabteilung und die neun Unterorganisationen. Danach war er fünf Jahre Chef des Stabes beim Allied Command Baltic Approaches, das er ebenfalls umstrukturierte. Nach 41 Jahren Dienst in der Bundeswehr wurde er am 31. März 1998 in den Ruhestand versetzt. Danach war er zwei Jahre Hauptgeschäftsführer der Armed Forces Communications and Electronics Association (AFCEA). 2001 gründete er die Intermatik Consulting. Von 2001 bis 2007 leitete er den Arbeitskreis Bonn der Deutschen Atlantischen  Gesellschaft. 2008/09 beriet er die Europäische Kommission zur Sicherheit von Seewegen im Golf von Aden und in der Straße von Malakka. Studienaufenthalte führten ihn nach Malaysia, Singapur, Indonesien, Saudi-Arabien, Jemen und Dschibuti. Den Ruhestand verlebte er in Rheinbach. Nach kurzer schwerer Erkrankung starb er mit 80 Jahren im Johanniter Krankenhaus Bonn.
Hess war verheiratet und hatte drei Kinder.

## Ehrenämter
- Vorstand der International Intelligence History Association (seit 2001)
- Ehrenvorsitzender der Deutschen Gesellschaft für Schiffahrts- und Marinegeschichte (seit 2014)[5]
- Vizepräsident / Präsident des Deutschen Maritimen Instituts (2002–2007)
- Redakteur von European  Security and Defense (E.S. Mittler & Sohn)

## Auszeichnungen
- 1. März 1982: Ehrenkreuz der Bundeswehr in Gold
- 28. August 1987: Verdienstkreuz am Bande des Verdienstordens der Bundesrepublik Deutschland

## Publikationen
- Seesicherheit – Abwehr des Terrorismus in nationalen Gewässern und auf Hoher See.
- Intelligence Cooperation in Europe – 1990 to the Present.
- Arms Reduction and Intelligence Cooperation – A Historical View.
- Information Security and Protection of Critical Infrastructure.
- Als die Computer lernten zur See zu fahren.
- mit Guntram Schulze-Wegener, Heinrich Walle (Hrsg.): Faszination See. 50 Jahre Deutsche Marine. Im Auftrag des Deutschen Marine Instituts, E.S. Mittler & Sohn, Hamburg u. a. 2005, ISBN 3-8132-0838-9.
- mit Guntram Schulze-Wegener, Heinrich Walle, Dieter Stockfisch (Hrsg.): 50 Jahre Deutsche Marine in Bildern. Report Verlag, Bonn 2006, ISBN 978-3-932385-25-4.